# Aftægtsbolig
En aftægtsbolig er en bolig, som anvendes til forsørgelse og husning af tidligere ejer af en landejendom eller fæstebonde. Betegnelsen kan også anvendes overfor huse på landet, som er opført som aftægtsboliger men ikke længere anvendes i forbindelse med en aftægt.
Med den nu i Danmark gælden plan-lovgivning gives der ofte afslag på tilladelse til opførelse af aftægtsboliger; det førte i 2001 til, at en række borgerlige politikere fremsatte et (bortfaldet) beslutningsforslag om en ret hertil i tilfælde af generationsskifte.